# Angelo da Gerusalemme
Angelo da Gerusalemme (Gerusalemme, 2 marzo 1185 – Licata, 5 maggio 1220), conosciuto anche come Angelo di Sicilia, Angelo di Licata o Sant'Angelo, è stato un religioso carmelitano che morì martire. È venerato come santo dalla Chiesa cattolica.

## Biografia

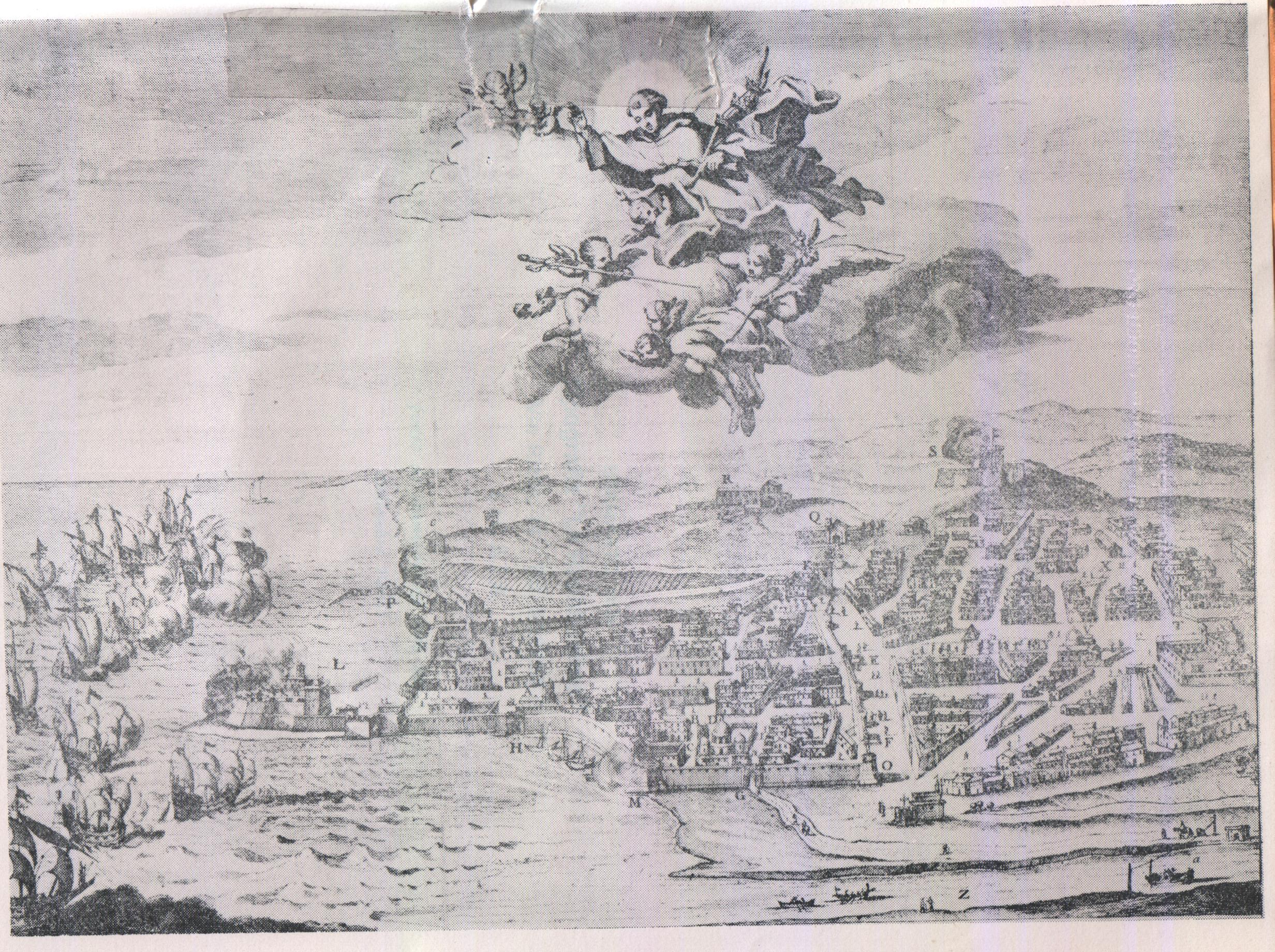
Una visione di Licata, sotto la custodia del protettore Sant'Angelo; disegno di Sebastiano Conca, incisa da Arnaldo Westerhent nel 1765.

Angelo apparteneva a una famiglia di ebrei convertiti al cristianesimo. Alla morte dei genitori i gemelli Giovanni e Angelo, che avevano l'età di 25 anni, entrarono nel convento del Carmelo, che ospitava una comunità religiosa dagli albori del cristianesimo, l'Ordine della Beata Vergine del Monte Carmelo, fondato da Bertoldo di Calabria. Quest'ordine proprio in quegli anni scelse una nuova regola, che venne composta da Alberto di Gerusalemme attorno al 1214 e che trasformava la vita dell'ordine da contemplativa in mendicante, cambiamento in sintonia con quanto avveniva nel resto della Chiesa cattolica di quegli anni, con l'affermazione, in particolare, di due grandi ordini religiosi che si rifacevano agli stessi principii, i Francescani e i Domenicani. Angelo venne ordinato sacerdote nel convento del Carmelo all'età di venticinque anni.
Nel 1218 venne incaricato di recarsi a Roma, per sottoporre la nuova regola a Papa Onorio III per l'approvazione, che fu da questi concessa nel 1226 (cinque anni dopo la morte del santo).
Dopo una breve permanenza a Roma, dove svolse attività di predicatore e dove incontrò in Laterano San Francesco d'Assisi e San Domenico, venne inviato in Sicilia per combattere l'eresia catara.
In Sicilia visitò e predicò in diverse città tra cui Palermo, Cefalà Diana (dove guarì, nelle terme arabe, sette lebbrosi), Agrigento e Sant'Angelo Muxaro. In questa ultima località dimorò predicando e celebrando messa per i locali abitanti.
Da Sant'Angelo Muxaro si diresse verso la città di Licata, qui s’imbatté in un signorotto locale di nome Berengario, che, oltre a essere un cataro, viveva peccando d'incesto intrattenendo rapporti con la sorella; Sant'Angelo convinse la compagna di Berengario a lasciarlo e vi riuscì.
Berengario, accecato dalla rabbia, lo assalì, mentre predicava nella chiesa dei Ss. Filippo e Giacomo, ferendolo mortalmente con cinque colpi di spada. 
Fu trasportato in una casa vicina dai fedeli, dove quattro giorni dopo morì per le ferite riportate, era il 5 maggio 1220, chiedendo agli abitanti e fedeli di Licata di perdonare l’uccisore.
Fu sepolto nella stessa chiesa del martirio e il suo sepolcro divenne subito meta di pellegrinaggi, il suo culto si diffuse rapidamente.

## Culto

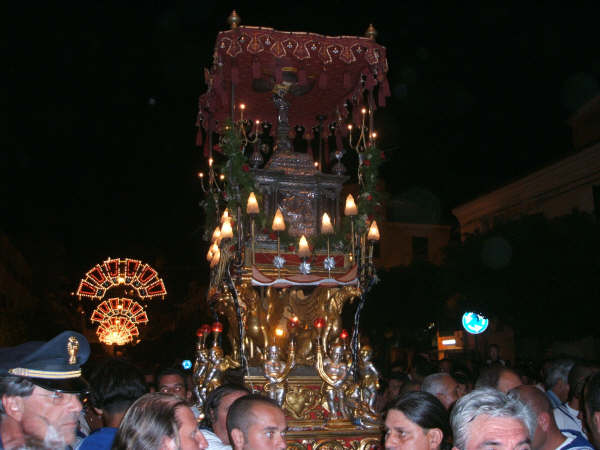
Urna di Sant'Angelo in processione

Le reliquie vennero traslate nel 1656 nella nuova chiesa a lui dedicata: l'edificio venne eretto dagli abitanti della città come ringraziamento per la scampata epidemia di peste, che aveva colpito il Vicereame di Napoli nel 1656. L'approvazione del culto venne concessa da Papa Pio II, e la Chiesa cattolica lo festeggia il giorno della sua morte, il 5 maggio. Il santo è patrono di Licata, Sant'Angelo Muxaro e di Osidda (Sardegna) ed è molto venerato in tutta la Sicilia e in tutte le Province dell'Ordine Carmelitano.
Il 5 maggio e la domenica successiva al ferragosto a Licata si celebra la festa di Sant'Angelo.
La festa trova origine l’8 maggio 1457 a Licata nel Capitolo Provinciale dei Padri Carmelitani della Sicilia.
La mattina del 5 maggio sono caratteristiche le sfilate dei muli parati, che portano doni al Santo come ringraziamento, nella la seicentesca chiesa di Sant'Angelo, nel centro storico. La fase più caratteristica è la corsa lungo le vie della città dell'urna argentea seicentesca che custodisce i resti del santo, accompagnata da quattro ceri, macchine lignee seicentesche.
L'urna viene trasportata dai marinai mentre i ceri da diverse categorie di lavoratori (massari, contadini, agricoltori e pecorari).
Nella corsa le portantine vengono precedute e seguite da una folla di ragazzi che fa da apripista e coda e che prima della effettiva partenza canta cori e forma piccole torri umane con la presenza della banda.
Durante il percorso dell'urna vengono gettati petali di fiori dai balconi sulla stessa e viene ripetuta la domanda "E k semmu surdi e muti?" tradotto: "E che siamo sordi e muti?", a cui la folla risponde "Evviva Sant'Angelo".
La corsa rievoca la fuga messa in atto per mettere in salvo le reliquie durante le invasioni dei turchi.
Sia portatori che corridori, insieme ad alcuni bambini, sono tradizionalmente scalzi e vestiti per l'occasione con l'uniforme da marinaio bianca con il colletto con patta blu, decorata con due stellette bianche agli angoli.
La festa procede il giorno dopo con il palio a mare "u paliu" e con l’albero della cuccagna "a ‘ntinna".

La festa viene ripetuta la domenica successiva al ferragosto a commemorazione della liberazione della città dalla peste il 16 agosto 1625.

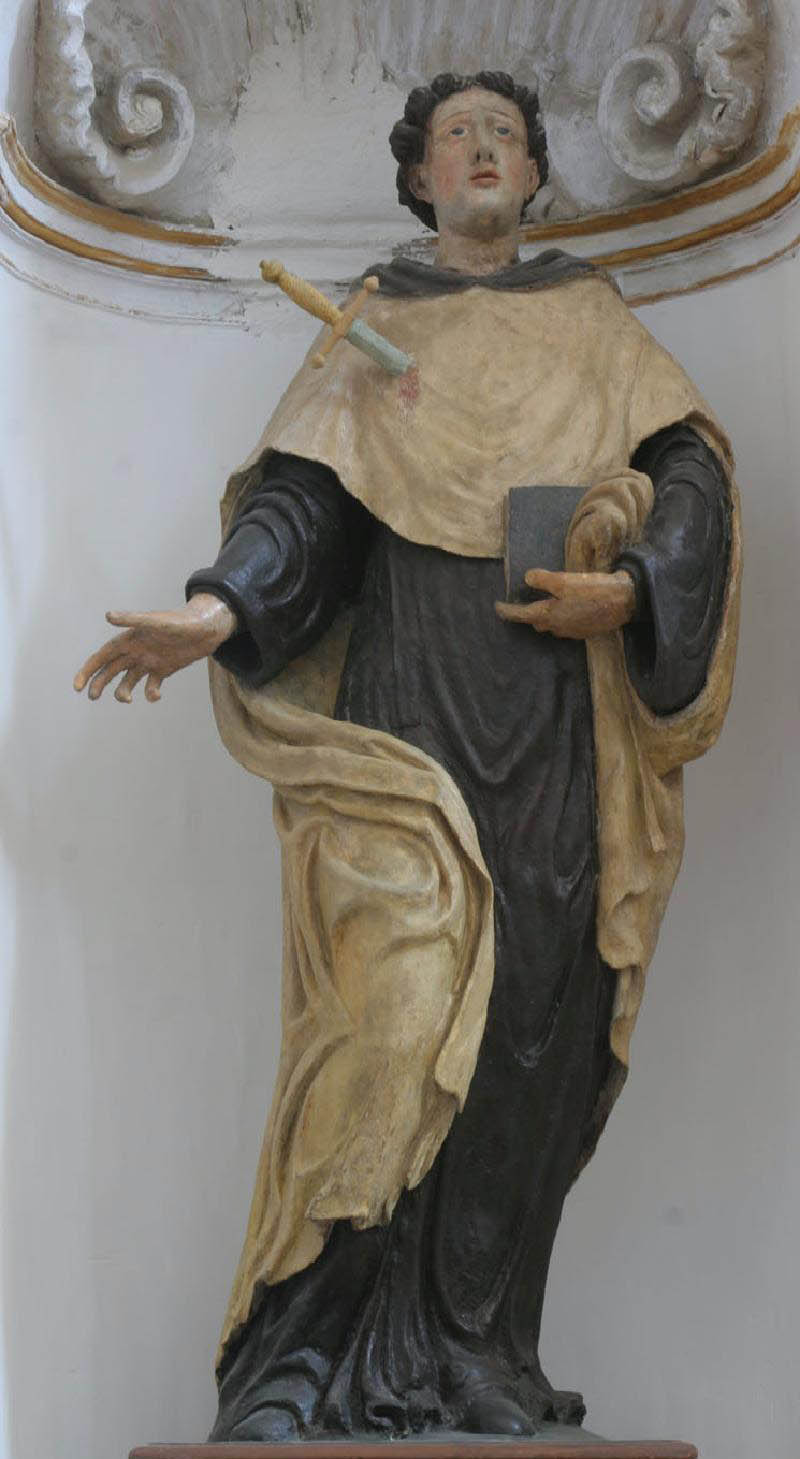
Scultura lignea di Sant'Angelo del XVII sec. Chiesa del Carmelo in Sant'Angelo Muxaro.

Nell'anno 2020 il mondo Carmelitano ha vissuto un grande momento di gioia. È stato istituito, infatti, il Giubileo 2020 per ricordare l'Ottavo Centenario del Martirio di Sant'Angelo che vedrà coinvolti, non solo l'Ordine ma la Chiesa Agrigentina e le Città di Licata e di Sant'Angelo Muxaro. Per l'occasione è avvenuta la ricognizione canonica delle reliquie del santo, custodite dentro l'artistica urna argentea, il restauro dell'urna stessa e l'ostensione delle reliquie fino alla fine dell'anno giubilare.